# カナニ・ダニエルソン
カナニ・ダニエルソン（Kanani Danielson、1990年1月2日 -）は、アメリカの元女子バレーボール選手。

## 来歴
ハワイ州ホノルル郡エワビーチ（オアフ島）出身。三人姉妹がいる。ハワイ大学在学中には、AVCAオールアメリカンに3度選出されている。
2012年10月、プロバレーボール選手としてトヨタ車体クインシーズに入団した。
2012/13Vプレミアリーグでは、得点王のタイトルを獲得した。2013/14Vプレミアリーグでは、チーム初の四強入りに貢献し、2014年5月の第63回黒鷲旗全日本選抜ではチーム初優勝に大きく貢献し、自らも黒鷲賞（最高殊勲選手）に輝いた。
2015年6月1日、トヨタ車体はカナニの退団を発表した。同年、アゼルバイジャン・スーパーリーグのロコモティフ・バクーに移籍した。

## 球歴
- アメリカ合衆国ユース代表 - 2005-2006年
- 受賞歴
  - 2006年 - NORCECAユース大陸選手権 Best Receiver
  - 2013年 - Vプレミアリーグ 2012/13 得点王
  - 2014年 - 第63回黒鷲旗全日本選抜 黒鷲賞（MVP）、ベスト6

## 所属クラブ
- カメハメハ高校
- ハワイ大学
- トヨタ車体クインシーズ（2012-2015年）
- ロコモティフ・バクー（2015-2016年）